# المحط (يهر)

تعديل مصدري - تعديل

المحط هي إحدى قرى عزلة يهر بمديرية يهر التابعة لمحافظة لحج، بلغ تعداد سكانها 113 نسمة حسب تعداد اليمن لعام 2004.